# Big Jim (téléfilm)
Pour les articles homonymes, voir Big Jim.

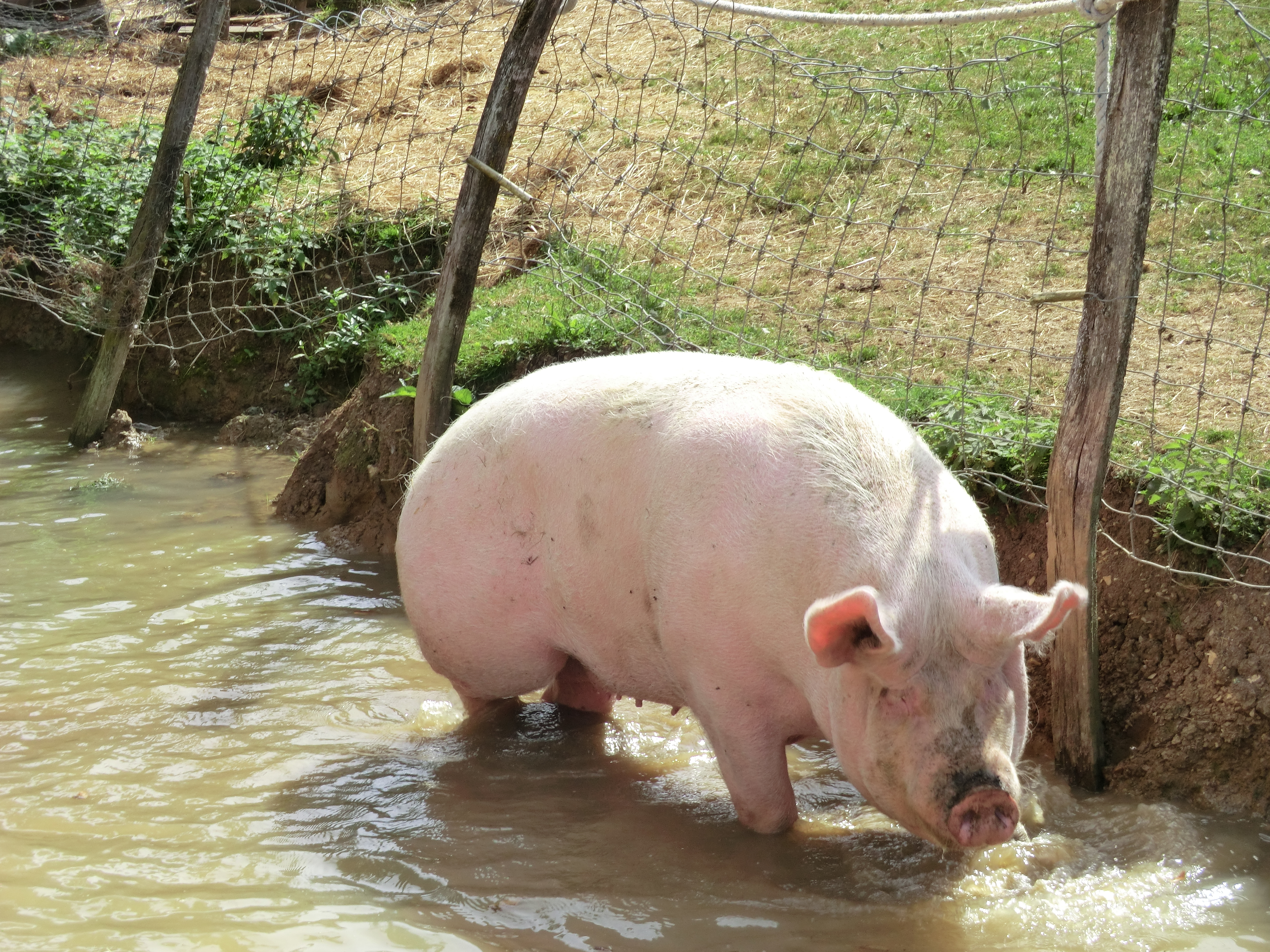
Porc dans un élevage fermier

Big Jim est un téléfilm français de Christian Merret-Palmair sorti en 2010.

## Synopsis
Alexandre apprend que son père, qu'il n'a pas trop connu, lui a laissé un élevage de porcs dans une petite ferme du Dauphiné. Il s'agit d'une heureuse évolution pour lui: par sa vente Alexandre peut rembourser ses dettes. Mais pour revendiquer cet héritage Alexandre doit faire gagner une porc dénommé « Big Jim », le prix ultime à un concours agricole. La chance continuera à sourire pour le nouveau propriétaire car après quelques déboires, Alexandre finira par faire reconnaître la valeur de l'animal.

## Fiche technique
- Réalisation : Christian Merret-Palmair
- Scénario : Matthieu Savignac
- Pays d'origine :  France
- Langue : français
- Genre : comédie
- Musique : Benjamin Farley, Guillaume Farley
- Durée : 120 minutes

## Distribution

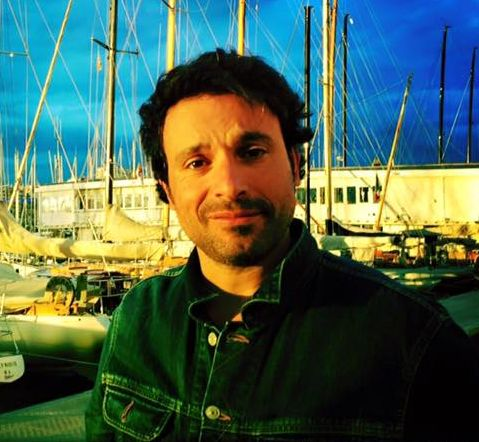
Bruno Salomone est Alexandre

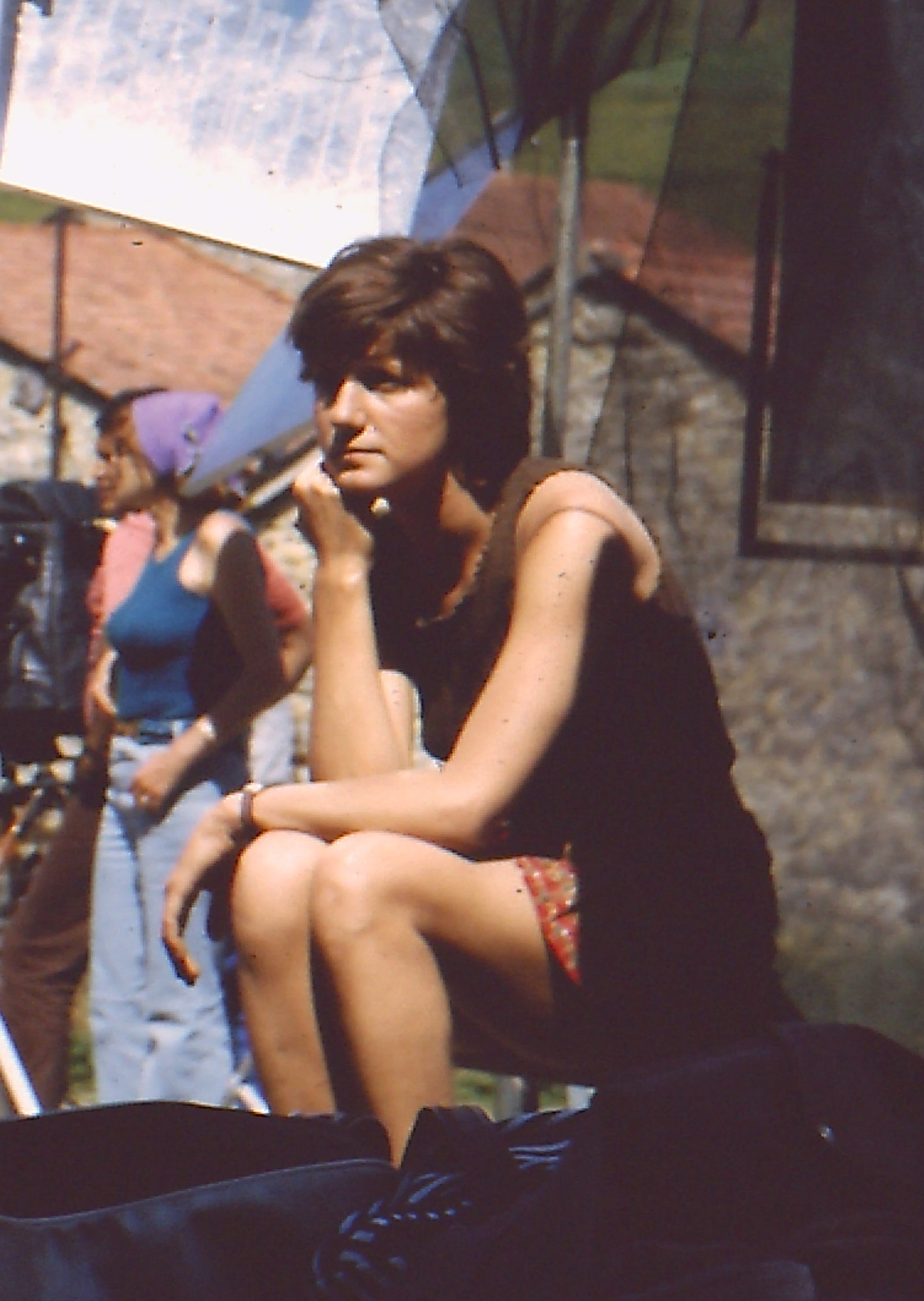
Dominique Labourier est Jeanne

- Bruno Salomone : Alexandre Tellier
- Philippe Duquesne : Bernard
- Dominique Labourier : Jeanne
- Jonathan Joss : Jérémy
- Édith Le Merdy : Gisèle
- Grégory Gatignol : Tristan
- Caroline Charlety : Marie
- George Aguilar : Peter
- Hocine Choutri : Eusébio

## Tournage
Le film a été tourné, en grande partie, dans le domaine de la ferme de La Combe, propriété de la ferme Durand. Celle-ci est située sur le territoire de la commune de Châbons, commune rurale du département de l'Isère.